# Marcel Schwob

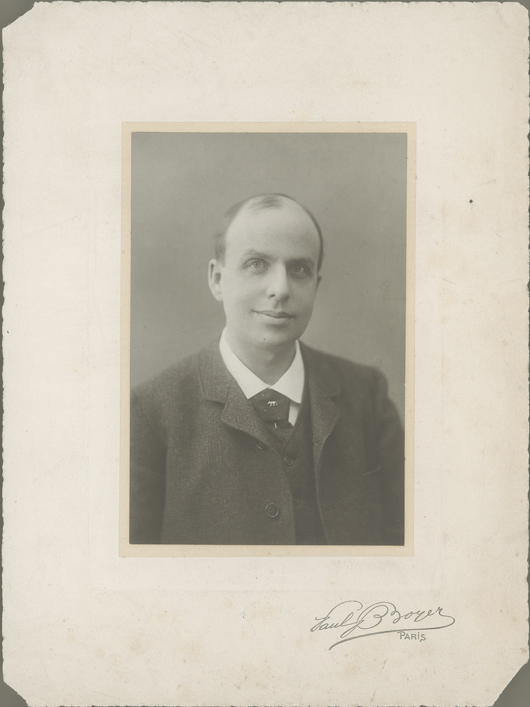
Marcel Schwob

Marcel Schwob, född 23 augusti 1867, död 26 februari 1905, var en fransk författare, översättare och kritiker.
Schwob var under sin samtid välkänd och ansedd som en av de främsta representanterna för symbolismen, men är numera mest känd för sitt inflytande över senare författare. Han anses ha inspirerat bland andra André Gide, Jorge Luis Borges, Samuel Beckett och var viktig för surrealisterna. Schwob var en mångsidig författare. Hans första bok var en studie i fransk slang, som följdes av en banbrytande studie om François Villon. Den skönlitterära debuten skedde med novellsamlingen Cœur double 1891 vars fantastik återkom i senare i verk. Han förebådade genrer som science fiction, skräcklitteratur och fantasy. Han översatte Daniel Defoe, Robert Louis Stevenson och Shakespeare till franska och var verksam som kritiker. Schwob ingick i Paris dekadenta avantgardekretsar och fick böcker tillägnade sig av bland andra Alfred Jarry och Paul Valéry. År 1901 reste han trots bräcklig hälsa till Samoa i spåren efter sin favorit Robert Louis Stevenson, efter hemkomsten avled han efter en tids sjukdom 37 år gammal.